# Brasiliens Grand Prix 2001
Brasiliens Grand Prix 2001 var det tredje av 17 lopp ingående i formel 1-VM 2001.

## Resultat
1. David Coulthard, McLaren-Mercedes, 10 poäng
2. Michael Schumacher, Ferrari, 6
3. Nick Heidfeld, Sauber-Petronas, 4
4. Olivier Panis, BAR-Honda, 3
5. Jarno Trulli, Jordan-Honda, 2
6. Giancarlo Fisichella, Benetton-Renault, 1
7. Jacques Villeneuve, BAR-Honda
8. Jean Alesi, Prost-Acer
9. Tarso Marques, Minardi-European
10. Jenson Button, Benetton-Renault
11. Heinz-Harald Frentzen, Jordan-Honda (varv 63, elsystem)

### Förare som bröt loppet
- Kimi Räikkönen, Sauber-Petronas (varv 55, snurrade av)
- Ralf Schumacher, Williams-BMW (54, snurrade av)
- Gaston Mazzacane, Prost-Acer (54, koppling)
- Eddie Irvine, Jaguar-Cosworth (52, snurrade av)
- Juan Pablo Montoya, Williams-BMW (38, kollision)
- Jos Verstappen, Arrows-Asiatech (37, kollision)
- Luciano Burti, Jaguar-Cosworth (30, motor)
- Fernando Alonso, Minardi-European (25, elsystem)
- Enrique Bernoldi, Arrows-Asiatech (15, hydraulik)
- Rubens Barrichello, Ferrari (2, kollision)
- Mika Häkkinen, McLaren-Mercedes (0, stopp vid start)

## VM-ställning
| Förarmästerskapet 1. Michael Schumacher, Ferrari, 26 2. David Coulthard, McLaren-Mercedes, 20 3. Rubens Barrichello, Ferrari, 10 | Konstruktörsmästerskapet 1. Ferrari, 36 2. McLaren-Mercedes, 21 3. Sauber-Petronas, 8 |